# David Preiss
Pour les articles homonymes, voir Preiss.
David Preiss (né le 21 janvier 1947) est un mathématicien tchèque et britannique, spécialisé en analyse mathématique. Il est professeur de mathématiques à l'université de Warwick.

## Formation et carrière
Preiss étudie à partir de 1965 à l'Université Charles de Prague, où il obtient son doctorat en 1970 sous la direction de Ladislav Mišík (1921-2001).
Il est professeur à l'Université Charles jusqu'en 1990, puis professeur à l'University College London (Astor Professor of Pure Mathematics). Il est professeur de mathématiques à l'Université de Warwick.

## Travaux
Il s'est occupé entre autres de la théorie géométrique de la mesure (par ex. questions de régularité des flux, des mesures et des quantités, théorie mathématique des fractales, solutions de Lipschitz aux équations différentielles partielles), analyse fonctionnelle géométrique non linéaire (questions de différentiabilité, problèmes d'isomorphisme des espaces de Banach, mesures de quantités dans des espaces de dimension infinie) et analyse réelle classique (problèmes de différentiabilité, description des dérivées, intégrales généralisées, structure des sous-ensembles de la droite des nombres réels).

## Prix et distinctions
Preiss est récipiendaire du prix Ostrowski (2011) et lauréat du prix Pólya 2008 de la London Mathematical Society pour son résultat de 1987 sur la géométrie des mesures, où il a résolu le problème restant dans la structure théorique géométrique des ensembles et des mesures dans l'Espace euclidien. Il est conférencier invité à l'ICM 1990 à Kyoto, avec une conférence intitulée « Differentiability and measures in Banach spaces » puis à l'ICM 2010 à Hyderabad, avec une conférence intitulée « Differentiability of Lipschitz functions, structure of null sets and other problems ». Il est membre de la Royal Society (2004) et membre étranger de la Société savante de la République tchèque (en) (2003).
Il reçoit le prix Neuron (cs) (2021) décerné par la Neuron Foundation for the Support of Science.
Il est rédacteur en chef associé de la revue mathématique Real Analysis Exchange (en), ainsi que de Proceedings of the American Mathematical Society, Commentationes Mathematicae Universitatis Carolinae, Fundamenta Mathematicae et Mathematika.

## Publications
- Erdős et Preiss, « Decomposition of Spheres in Hilbert Spaces », Commentationes Mathematicae Universitatis Carolinae, vol. 017, no 4,‎ 1976, p. 791–795
- Preiss, « Geometry of measures in R^n: Distribution, rectifiability, and densities », The Annals of Mathematics, vol. 125, no 3,‎ 1987, p. 537–643 (DOI 10.2307/1971410, JSTOR 1971410, hdl 10338.dmlcz/133417)
- Geometric measure theory in Banach spaces, in W. B. Johnson, Joram Lindenstrauss (éd) Handbook of the Geometry of Banach spaces, North Holland, vol 2, 2003, pp. 1519–1546
- avec Joram Lindenstrauss, Jaroslav Tiser Frechet differentiability of Lipschitz functions and porous sets in Banach spaces, Princeton University Press, Annals of Mathematical Studies, 2012.